# Starry Night (FIFTY FIFTY歌曲)
〈Starry Night〉（译：星夜）是韩国女子组合FIFTY FIFTY录制的一首歌曲，收录于她们2024年的第二张迷你专辑《Love Tune》中。该歌曲于2024年8月30日通过ATTRAKT作为EP的预发行单曲发行。这是FIFTY FIFTY重组为五人组合后的第一首单曲。

## 背景
该组合于2024年8月21日宣布这首歌将于2024年8月30日发行。该组合发布了这首歌的概念照片。该组合还于8月27日和8月28日发布了两支音乐视频预告片。

## 作曲
〈Starry Night〉被描述为一首“轻快、飘逸且非常悦耳”的歌曲。

## 音乐视频
2024年8月30日发布了音乐视频，评级为“普通观众”。音乐视频以五颗流星降落到地球上开始，每个成员都捡起它并发出自己的光芒。

## 制作人员

### 音乐家
- FIFTY FIFTY—表演者

### 技术制作
- Ejae – 作曲家
- Niwoo – 歌词
- Hyung Suk Lee – 歌词
- Slrhyme – 歌词
- Alawn – 编曲者、作曲家
- Kole – 作曲家

## 排行榜
| 排名 (2024)   | 最高 排位 |
| ------------- | --------- |
| 韩国 (Circle) | 125       |